# کای بومن
کای بومن (انگلیسی: Ky Bowman؛ زادهٔ ۱۶ ژوئن ۱۹۹۷) بازیکن بسکتبال اهل ایالات متحده آمریکا است.
از باشگاه‌هایی که در آن بازی کرده‌است می‌توان به گلدن استیت واریرز اشاره کرد.